# Inge Hegeler
Inge Hegeler, Ingeborg Christa Hegeler, født 17 september 1927 i Hamborg, død 11 juli i Næstved 1996, var en dansk psykolog, læge, sexolog og forfatter. Hun var gift fra 1954 til 1983 med Sten Hegeler.
Sammen med sin mand Sten Hegeler (1923 – 2021) redigerede hun i 1960'erne og 1970'erne en populær sexbrevkasse i Ekstra Bladet. Også i det norske Dagbladet havde parret en sexbrevkasse i en årrække. Parret udgav desuden bøgerne Kærlighedens ABZ og Spørg Inge og Sten
Hendes forældre var skibsskok Andres Christian Laurits Pedersen (1895-1959) og Wilhelmine Pauline Helene Stähr (1900-60). Indtil hun var fem år boede hun i Hamborg, hvorefter hun flyttede med sin tyske mor til Danmark. Forældrene blev skilt kort tid efter. Senere blev moderen igen gift. Efter sin realeksamen blev hun i 1945 gift med en amerikansk soldat, men dette ægteskab måtte hun snart opgive. Sideløbende med forskelligt kontorarbejde gennemførte hun på aftenhold Statens Kursus til studentereksamen 1950.
Under psykologstudiet ved Københavns Universitet, mødte hun i 1951 Sten Hegeler, som hun senere giftede sig med. 1958 blev hun cand.psych og ud over at passe parrets to børn, der blev født i 1957 og 1961, vikarierede hun som som psykolog. Igennem 1950’erne udforskede parret fordomsfrit seksuallivet både i teori og praksis. 1969 modtog hun sammen med Sten Hegeler PH-prisen for deres seksualoplysende virksomhed.
1979 afsluttede hun på Kbh.s Universitet det medicinske studium. Inge og Sten Hegeler blev skilt i 1983. Hun var i fuld funktion som læge på Amtshospitalet i Vordingborg, da hun pludselig døde af en hjertesygdom.
Inge og Sten Hegeler var pionerer indenfor fordomsfrihed, åbenhed og glæde i det menneskelige seksualliv og de var aktive i den seksuelle frigørelse, der i 1960’erne og 1970’erne ændrede de flestes moralske indstilling og seksuelle udfoldelse.